# Partido judicial de San Cristóbal de La Laguna
El partido judicial de San Cristóbal de La Laguna es uno de los 19 partidos judiciales en los que se divide la comunidad autónoma de Canarias , siendo el partido judicial n.º 7  de la provincia de Santa Cruz de Tenerife y uno de los 12 partidos judiciales de dicha provincia.
El ámbito territorial, que viene regulado por el Real Decreto 529/1983, de 9 de marzo, comprende los municipios de :
San Cristóbal de La Laguna, El Sauzal, Tacoronte y Tegueste